# Изумрли језик
Изумрли језик је језик који више нема говорнике, посебно ако језик нема живих насљедника. Као супротност, мртав језик је „онај који више није матерњи језик било које заједнице”, чак иако је у употреби, као латински језик. Језици који тренутно имају живе матерње говорнике понекад се називају савременим језицима, као супротност мртвим језицима, посебно у образовном контексту.
У саврменом добу, језици обично изумиру кроз поступак културолошке асимилације која доводи до промијене језика и постепеног напуштања матерњег језика у корист , углавном оних из европских земаља.
У првом десетљећу 21. вијека, на свијету је постојало отприлике укупно 7.000 говорних језика. Већина њих су мањи језици који се налазе у опасности од изумирања; према једној процјени објављеној 2004. године очекује се да ће 90% тренутно говорених језика изумријети до 2050. године.